# Association for Computing Machinery
The Association for Computing Machinery eller ACM blev grundlagt i 1947 som verdens første videnskabelige og undervisningsmæssige forening for datalogi. Foreningen har for tiden ca. 78.000 medlemmer. Dens hovedkvarter befinder sig i New York.
| Naturvidenskab | Spire Denne naturvidenskabsartikel er en spire som bør udbygges. Du er velkommen til at hjælpe Wikipedia ved at udvide den. |